# Gaius Novius Priscus
Gaius Novius Priscus war ein im 2. Jahrhundert n. Chr. lebender römischer Politiker.
Durch Militärdiplome, die z. T. auf den 5. September 152 datiert sind, ist belegt, dass Priscus 152 zusammen mit Lucius Iulius Romulus Suffektkonsul war; die beiden übten dieses Amt vom 1. Juli bis Ende September aus.